# 交響曲ホ長調 (シューベルト)
交響曲ホ長調（こうきょうきょくホちょうちょう）D729は、フランツ・シューベルトが作曲した未完成の交響曲群の中の一曲。シューベルトの交響曲第7番と呼ばれる作品の一つである。

## 経緯
シューベルトは、『未完成』として有名なD 759以外にも、交響曲の作曲に着手しては放棄するということを頻繁に行っていたが、旧シューベルト全集ではホ長調D 729に関しては完成扱いになっていた。完成した作品とみなされた理由は、第4楽章まで終止線が引かれ、小節数まで確定した未完のフルスコアという、シューベルトの未完成作品では珍しい形で放棄されていたからである。旧全集の編纂者は、ピアノ・スケッチはすでに書き終わり、あとはフルスコアに取りかかるまでになっていたと判断し、完成扱いで「交響曲第7番」の番号を与えた。しかし、新シューベルト全集の編纂者は「ほとんど何も書いていないフルスコアを『完成』と判断するのは早計」と判断したため、番号は与えられていない。これが「グムンデン＝ガスタイン交響曲」であろうという見解も初期の研究時には見られたが、現在は撤回されている。後世の研究者にとっては、シューベルトの作曲語法を知るうえで貴重な存在になっている。
自筆譜は王立音楽大学所蔵である。

### 補筆完成版
上述のような事情から、「スコアの空白を埋める」という形で後世に補筆完成版が作られた。オーケストレーションが施されたものでは、フェリックス・ワインガルトナーによるものとブライアン・ニューボールドによるものの2種類が存在する。ワインガルトナー版はシューベルトのスコアの音符を大胆に変更しているのに対して、ニューボールドはスコア通りに復元したと主張している。例えば「第4楽章の結末が唐突」として書き変えたワインガルトナーに対し、ニューボールドは無変更で処理している。この他、ジョン・フランシス・バーネットによるピアノ独奏のための版もある。

## 楽章構成

### ワインガルトナー版
1. Adagio ma non troppo – Allegro
2. Andante
3. Scherzo: Allegro deciso
4. Allegro vivace

### ニューボールド版
1. Adagio – Allegro
2. Andante
3. Scherzo: Allegro
4. Allegro giusto

第1楽章冒頭

## ディスコグラフィー
ワインガルトナー版
- Schubert: Symphony No. 7. ウィーン国立歌劇場管弦楽団、フランツ・リチャウアー（ドイツ語版）（1952年）、ナクソス 9.80641
- Franz Schubert: Sinfonie in E-Dur D 729, Sinfonische Fragmente D 615, 708a, 936a. ベルリン放送交響楽団（東ドイツ）、ハインツ・レーグナー（1977年/1979年）、ベルリン・クラシックス 8530668
- Felix Weingartner: Violinkonzert G-Dur op. 52; Schubert/Weingartner: Symphonie E-Dur D 729. ロラン・アルブレヒト・ブロイニンガー（ヴァイオリン）、カイザースラウテルンSWR放送管弦楽団、アラン・フランシス（2007年）、CPO 6614805

ニューボールド版
- Schubert: The 10 Symphonies. アカデミー室内管弦楽団、ネヴィル・マリナー、6枚組CD (1982年 – 1984年）、フィリップス 470 886-2.
- Schubert: Sinfonie Nr. 7 E-Dur D 729. ベルリン放送交響楽団（西ドイツ）、ガブリエル・フムラ（1988年）、コッホ＝シュヴァン 311 012 H1.

## 関連文献
- Brian Newbould - Schubert and the Symphony: a New Perspective [Paperback] (Toccata Press, 1992; paperback reissue 1999), ISBN 0907689272, ISBN 978-0-907689-26-3 – Hardback, ISBN 978-0-907689-27-0 – Paperback
- Brian Newbould - Schubert: the Music and the Man (Gollancz/University of California Press, 1997; paperback reissue 1999), ISBN 0520219570, ISBN 978-0520219571
- Christopher Howard Gibbs  - The Life of Schubert (Musical Lives) [Paperback], published by Cambridge University Press Paperback (April 28, 2000), ISBN 0521595126, ISBN 978-0521595124